# Dezső Fábián
Dezső Fábián   (Budapest, 17 de desembre de 1918 - Budapest, 6 d'octubre de 1973) va ser un nedador i waterpolista hongarès que va competir entre les dècades de 1930 i 1950. S'inicià en la natació i a poc a poc passà a centrar-se en el waterpolo.
El 1948 va prendre part en els Jocs Olímpics de Londres, on va guanyar la medalla de plata en la competició de waterpolo. Quatre anys més tard, als Jocs de Hèlsinki guanyà la medalla d'or en la mateixa competició. També guanyà la lliga hongaresa de waterpolo de 1943 i quatre campionats nacionals de natació, entre 1937 i 1941. A partir de 1960 exercí d'entrenador.